# عصمت بيغوم
عصمت بيغوم (بالفارسية: عصمت بیگم) (وفاة: 1621) كانت زوجة ميرزا غياث بك الوكيل المُطلق في الهند المغوليّة. وأم أبي الحسن آصف خان الوزير الأعظم، وأم نور جهان الإمبراطورة القوية والسيدة الأولى في البلاط المغولي والقوّة وراء العرش. وجدة كُل من مُمتاز محل الإمبراطورة الشهيرة التي بُنيَ تاج محل لأجلها.